# Senato (Repubblica Dominicana)

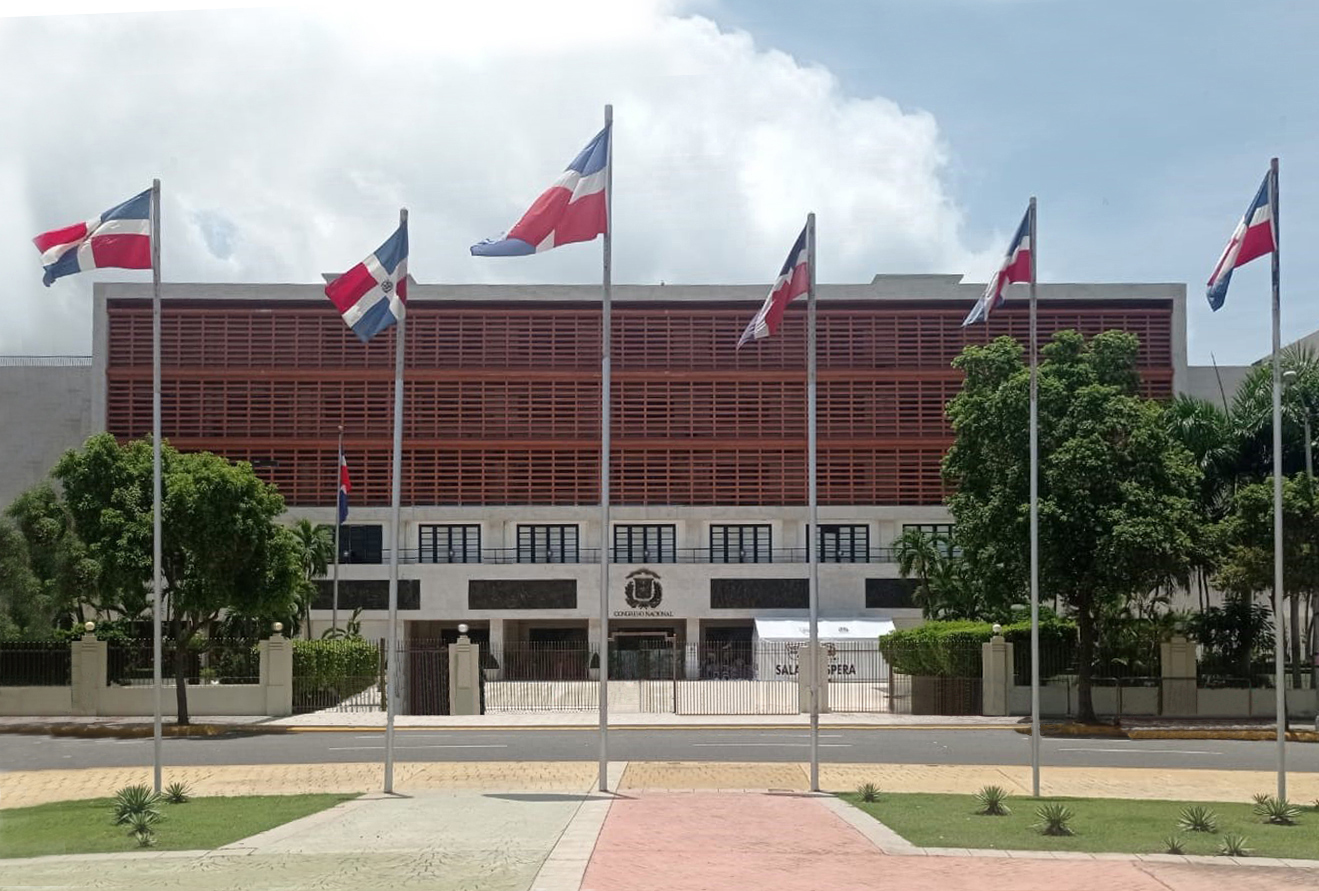
Palazzo del Congresso nazionale

Il Senato della Repubblica Dominicana (in spagnolo Senado de la República Dominicana) è la camera alta del Congresso della Repubblica Dominicana, con il ruolo di rappresentare le 31 province e il Distretto nazionale della Repubblica Dominicana; è composto da 32 senatori (un rappresentante per provincia e uno per il distretto nazionale). 
I senatori sono eletti secondo la Costituzione della Repubblica Dominicana e la legge 15-19 sul regime elettorale con voto diretto per un periodo di quattro anni. L'età minima per correre alla carica è di 25 anni e il candidato deve aver risieduto nella provincia che lo sceglie almeno negli ultimi 5 anni prima delle elezioni.
I poteri del Senato sono stabiliti nel Terzo Titolo, Capitolo 1 nella prima sezione della Costituzione domenicana. Ogni provincia e il distretto nazionale, indipendentemente dalla popolazione, è rappresentata da un senatore che serve la legislatura per un periodo di quattro anni, con possibilità di rielezione. Il Senato si trova nell'ala ovest del Palazzo del Congresso nazionale, a Santo Domingo. La Camera dei deputati si incontra nell'ala est dello stesso edificio.
Il Senato ha diversi poteri di consulenza e consenso non concessi alla Camera, incluso il consenso a trattati, prestiti e contratti come condizione preliminare per la ratifica e il consenso o la conferma delle nomine ai membri della Camera dei conti, del Consiglio centrale elettorale e degli ambasciatori. 
Il Senato è ampiamente considerato come un organo più deliberato e più prestigioso della Camera dei deputati, per le sue dimensioni più ridotte, e distretti elettorali in tutto lo stato, che storicamente ha portato a un'atmosfera più collegiale e meno partigiana.